# 小永井五八郎
小永井 五八郎（こながい ごはちろう、1829年〈文政12年〉 - 1888年〈明治21年〉12月10日）は、幕末の下総佐倉藩士・幕臣、明治初期の教育者、儒学者、漢学者。号は君山または小舟。

## 経歴
代々佐倉藩の老職を勤めた家の生まれであり、父はその老職の1人である平野重美、母は佐治氏の出身であり、2人の間の末子として誕生した。兄に平野知秋と彌五郎（田中従吾軒）あり。
若い頃に遊学として江戸に出て儒学を学び、儒学者の野田笛浦、古賀謹堂、羽倉簡堂らの教えを受けた。1858年（安政5年）に旗本である小永井藤左衛門の婿養子となり、小永井姓に改姓した。
1860年（万延元年）咸臨丸が渡米した際、軍艦奉行・木村摂津守に従い軍艦操練所勤番公用方下役として参加。帰国後、同年の9月20日より大坂町奉行支配調役を勤め、徒目付も勤めた。また尾張侯にも招かれ、鷲津毅堂の後を継いで尾張明倫堂の督学にも就いた。
明治維新の後は漢学者の川田甕江の勧めで、文部省に出仕した。晩年は浅草新堀に住み、私塾「濠西塾」（濠西精舎）を創設。門下生を指導した。
1888年（明治21年）12月10日、満60歳没。墓所は東京都台東区の天王寺にある。嗣子・解太郎は教員となり、大成中学校長や韮山中学校初代校長などを務めた。

## 主要な著書
- 『漢史一斑』
- 『清史略』
- 『無絃琴』